# 영웅본색 2
《영웅본색 2》(중국어: 英雄本色 II, 영어: A Better Tomorrow II) 은 오우삼과 서극이 감독한 홍콩 영화로 영웅본색의 다음 이야기이다. 홍콩 느와르 장르의 영화로 한국에서는 1988년 7월 22일에 개봉되었다. 이후 2008년 11월 20일, 2009년 3월 27일, 2016년 3월 3일에 결쳐 재개봉되었다.

## 줄거리
전편으로부터 몇 년이 지난 시기, 감옥에 있던 아호는 경찰의 잠입수사 의뢰를 받는다. 그 대상은 최근 위조지폐 유통범으로 의심을 받고 있는 용씨 일파의 수장 용사였다. 그런데 그는 과거 아호의 은사였기에 아호는 일단 거절한다. 그런데 아호의 동생인 수사관 아걸이 이미 잠입수사에 들어가 있었다. 아걸은 용사의 딸 페기를 유혹하여 용사의 신뢰도 얻은 뒤였다. 아호는 동생을 보호하기 위해 수사에 뛰어들기로 하고, 곧 동생과 재회한다.
용사는 이미 범죄에 손을 씻고 청렴한 선박 사업가가 된 후였다. 사실은 용사의 심복 고영배라는 자가 적대 조직과 내통하여 위조지폐를 유통하고 있던 것이었다. 고영태는 용사의 거래 현장을 조작하여 용사에게 살인죄를 덮어 씌운다. 용사는 아호의 도움으로 도망치고, 미국으로 망명한다. 한편 용사의 딸 페기는 아걸이 집으로 데려와 보호하나, 아걸의 임신한 아내 재키와의 오해 때문에 집으로 돌아가게 되고 결국 고영배가 장악한 용씨 일파에게 살해당한다. 일단 뉴욕에 있던 지인의 거처에 몸을 숨겼던 용사는 고영배와 내통한 미국내 조직의 습격으로 또 다시 살인죄를 뒤집어 쓰고 만다. 이후 자신의 처지에 대한 비관과 딸을 잃은 충격으로 미쳐 버린다.
아호와 아걸은 각각 다른 인물로서 고영배의 조직에 잠입하지만, 고영배는 스파이임을 짐작하고 아걸을 함정에 빠뜨린 뒤 아호로 하여금 아걸을 죽이게 한다. 아호는 주저하지만 아걸이 고영배의 신뢰를 얻기 위해 자신이 희생하기로 하고, 아호는 어쩔 수 없이 동생을 쏜다. 아호는 고영배가 돌아간 뒤 발길을 돌려 아걸을 병원에 데리고 가서 치료시킨다. 결국 잠입수사는 그만두게 된다.
한편 아호는 죽은 동료 마크의 쌍둥이 동생 켄이 뉴욕에서 식당을 경영하며 지내고 있음을 알게 된다. 아호는 켄에게 연락해 용사를 보호해 달라고 부탁한다. 켄은 정신병원으로 가서 용사를 데려오지만, 미쳐버린 용사는 켄의 보살핌을 거부하기만 한다. 설상가상으로 용사를 쫓던 조직이 켄의 집을 테러하자 켄은 용사를 데리고 도망친다. 켄은 필사적으로 용사를 지켜낸다. 켄이 추격자가 쏜 총에 부상을 입었을 때 용사가 비로소 정신을 차리게 되고 켄을 도와 추격자들을 물리친다. 이후 용사는 홍콩으로 돌아가기로 하고 켄이 함께 간다.
홍콩에서 용사는 딸의 묘를 참배하며 고영배에게 복수할 것을 다짐한다. 이후 용사는 아호와 아호의 지인 견숙과 함께 용씨 일파의 선박 회사를 습격하지만 고영배를 잡는 데는 실패한다. 한편 아걸은 단신으로 고영배의 아지트에 침입했다가 킬러를 만나 치명적인 부상을 입는다, 켄이 아걸을 구해내어 병원으로 데리고 가지만 아걸은 죽음을 직감한다. 같은 시각 재키에게서 아걸의 딸이 태어났고, 아걸은 공중전화로 연락해 딸의 이름을 '송호연'이라고 지어준 뒤 사망한다.
아걸의 장례식을 치른 뒤 아호, 켄, 용사는 이번에야말로 고영배를 사살하기로 계획을 세운다. 삼인조는 중화기로 무장하고 아지트를 습격하고, 아호와 용사가 고영배 일파를 일망타진하는 사이 켄은 지하실의 위조지폐 공장을 폭파시킨다. 켄은 아걸을 쏜 킬러를 사살하고, 나머지 둘과 힘을 합쳐 고영배를 죽이지만 그것은 가짜였다. 진짜 고영배가 나타나 용사를 몇 번이나 쏘지만 켄과 아호가 협공을 하고 용사가 결정타를 날려 마침내 죽는다. 사태가 일단락된 뒤 경찰이 들이닥치고, 삼인조는 의자에 앉아 그들을 맞이한다.

## 출연진
- 석천 - 용사(龍四) 역
- 적룡 - 송자호(宋子豪) / 아호 역
- 장국영 - 송자걸(宋子杰) / 아걸 역
- 주윤발 - 이아건(李亞健)[2] / 켄(Ken) 역
- 관산[3] - 고영배(高英培) 역
- 증강 - 견숙(堅叔) 역
- 주보의 - 재키(Jackie) 역
- 간혜진[4] - 용효휘(龍曉暉) / 페기(Peggy) 역
- 용명은(龍銘恩) - 킬러 역
- 유천체(劉芊蒂) - 사해식당 여급 역
- 오맹달 - 황정국(黃正國) 역
- 성규안, 임총 - 고영배의 부하 역
- 양명 - 진백(陳伯) 역
- 왕정방 - 아삼(阿森) 역

## 한국어 더빙 성우진(SBS, 1997년 12월 31일)
- 신성호 - 아건(주윤발)
- 장광 - 아호(적룡)
- 김승준 - 아걸(장국영)
- 김세한 - 용사장(석천)
- 김수경 - 재키(주보의)
- 이현선 - 페기(간혜진)
- 조동희 - 견숙(증강)
- 이근욱 - 고영배(관산)
- 이종구 - 국장(유지명) / 진백(양명)
- 임성표 - 황정국(오맹달) / 아삼(왕정방)
- 김영훈 - 고영배의 부하(임총)
- 박홍식 - 조직원(소옥)
- 최윤태 - 고영배의 부하(성규안)
- 김관진 - 암살범(켄 보일)
- 이승주 - 미국인(루이스 로스)